# My Lover My Son
My Lover, My Son és una pel·lícula dramàtica de coproducció estatunidenca i britànica de 1970 dirigida per John Newland. Explica la història d'una mare interpretada per Romy Schneider que s'aferra al seu fill madur. La pel·lícula està basada en la novel·la de Edward Grierson de 1952 Reputation for a Song.

## Argument
Francesca Anderson porta un matrimoni infeliç amb el seu marit Robert. La seva veritable atenció es dedica al seu fill James, que li recorda al seu difunt amant Macer. La Francesca és l'única que sap que en James no és del Robert, sinó el fill de Macer. Així que Francesca reacciona gelosa quan James s'enamora d'una xicota, Julie.
James intervé en una discussió entre els seus pares i mata en Robert. Durant el judici de James, Francesca fa la confessió crucial a favor del seu fill, que és declarat innocent. Per incomoditat de la Francesca, James escapa de l'aferrament de la seva mare i decideix quedar-se amb la Julie.

## Repartiment
- Romy Schneider com Francesca Anderson
- Donald Houston com Robert
- Dennis Waterman com James Anderson
- Patricia Brake com Julie
- Peter Sallis com Sir Sidney Brent
- William Dexter com Parks
- Alexandra Bastedo com Cicely Clarkson
- Janet Brown com Mrs. Woods
- Peter Gilmore com Barman